# Ingrid Brand-Hückstädt
Ingrid Brand-Hückstädt (* 19. April 1954 in Bremen) ist eine deutsche Politikerin (FDP).

## Leben
Von 1987 bis 1988 war Brand-Hückstädt Pressesprecherin der FDP Schleswig-Holstein. Am 27. Oktober 2009 wurde sie über die FDP-Landesliste in den Schleswig-Holsteinischen Landtag gewählt. Bei der vorgezogenen Landtagswahl 2012 gelang ihr der Wiedereinzug ins Parlament nicht.
Brand-Hückstädt ist Rechtsanwältin mit eigenem Büro in Plön.